# New Order
New Order é uma banda inglesa de rock e música eletrônica formada em Manchester, no ano de 1980, por Bernard Sumner (vocais, guitarra e sintetizadores), Peter Hook (baixo e sintetizadores) e Stephen Morris (bateria, sintetizadores e programação) – os membros remanescentes da banda Joy Division após a morte do vocalista Ian Curtis – com a adição de Gillian Gilbert (guitarra e sintetizadores).
Fazendo uma combinação inovadora de pós-punk com synth-pop e música eletrônica, o New Order se tornou uma das bandas mais aclamadas e influentes da década de 1980. Embora os primeiros anos de atividade do grupo estivessem sob a sombra do legado e da sonoridade do Joy Division, a experiência deles na cena dos clubes de Nova York no início da década de 1980, onde conheceram o produtor Arthur Baker, aumentou o conhecimento da banda acerca da dance music, os ajudando a incorporar elementos do estilo em seu trabalho. O single "Blue Monday", de 1983, é considerado um "divisor de águas" não só na carreira do New Order mas também uma revolução na história da música em geral, um exemplo de como o New Order tornou-se cada vez mais envolvido com a música eletrônica durante os anos 1980.
Já em 1981, a partir do single "Everything's Gone Green", a banda começou a desenvolver de fato sua sonoridade própria, que é descrita como uma síntese equilibrada entre pós-punk e experimentalismo com dance music eletrônica. O New Order é uma das bandas pioneiras da dance music eletrônica e foi a primeira banda a unir esse estilo musical com o rock, assim criando um novo estilo musical, que é conhecido como Dance alternativo ou Dance Rock.
A banda já vendeu mais de 20 milhões de álbuns. Seu maior hit, Blue Monday, é o single de 12 polegadas mais vendido de todos os tempos, com sua marca de mais de 3 milhões de cópias vendidas. Tanto por sua música quanto por sua própria casa noturna inaugurada em 1982, The Haçienda, o New Order é um dos nomes mais influentes e revolucionários de todos os tempos no rock e na música eletrônica.
Em 2005, o New Order ganhou o prêmio "Godlike Genius" (pelo conjunto da obra) da NME Awards e junto ao Joy Division foi incluído no UK Music Hall of Fame. Entre os inúmeros artistas musicais fortemente influenciados por New Order incluem-se: Pet Shop Boys, Moby, The Prodigy, Chemical Brothers, Stone Roses, Happy Mondays, Smashing Pumpkins, Primal Scream, Radiohead, Massive Attack, The Charlatans, 808 State, The Killers, LCD Soundsystem e Arcade Fire.
O New Order entrou em hiato entre 1993 e 1998, período o qual os membros participaram de vários projetos paralelos. A banda se reuniu em 1998, e em 2001 lançou Get Ready, seu primeiro álbum em oito anos. Em 2001, Phil Cunningham (guitarra, sintetizadores) substituiu Gilbert, que havia abandonado o grupo devido a compromissos familiares. Em 2007, Peter Hook deixou a banda devido a desentendimentos com Bernard e Stephen, assim o New Order novamente entrou em hiato. Em 2011 a banda retornou a ativa, com Gilbert de volta e Tom Chapman substituindo Hook no baixo.
Em setembro de 2015, a banda lançou seu décimo álbum de estúdio, Music Complete.

## História

### Inicio eMovement
Algumas canções do Joy Division, como "She's Lost Control", "As You Said"  "Isolation", "Something Must Break", "These Days" entre outras já introduziam experimentações eletrônicas, antecipando os caminhos que mais tarde seriam seguidos pelo New Order. O vocalista Ian Curtis foi quem apresentou Bernard Sumner, Peter Hook e Stephen Morris, ainda no Joy Division, ao rock eletrônico do Kraftwerk, ao Krautrock, à trilogia eletrônica de David Bowie (os álbuns Low, Heroes e Lodger) e aos trabalhos de Brian Eno.
Formados no início da década de 1980 em Manchester, Inglaterra, o New Order era constituído inicialmente por três membros do Joy Division, cuja carreira foi prematuramente interrompida com o suicídio de Ian Curtis, em maio de 1980. Os membros remanescentes do Joy Division, Bernard Sumner, Peter Hook e Stephen Morris decidiram continuar, apesar da tragédia, e optaram por mudar o nome para New Order, denominação que deveria passar a ideia de mudança e renascimento, mas que despertou suspeitas entre os jornalistas sobre as filiações políticas do grupo ("Nova Ordem" era o que Adolf Hitler pretendia impor à humanidade caso tivesse vencido a Segunda Guerra Mundial). Entretanto, mais tarde o livro "24 Hour Party People", de Tony Wilson, revelou que o nome era uma referência ao Khmer Vermelho e foi sugerido pelo empresário da banda na época, Rob Gretton, após ter assistido na TV um documentário sobre a revolução no Camboja. Especula-se também que o nome poderia ter sido uma homenagem aos Stooges, embrionário grupo proto-punk, que foi uma grande influência no som da banda quando ainda se chamavam Joy Division. New Order foi o nome dado pelo guitarrista Ron Asheton ao seu novo conjunto depois do fim dos Stooges.
Em junho de 1980, Sumner, Hook e Morris fizeram a sua primeira gravação de estúdio acompanhados por Kevin Hewick. A faixa resultante desse trabalho, "Haystack", foi editada na coletânea From Brussels with Love. A canção foi uma das primeiras a fazer parte do novo material que o trio vinha compondo logo após a morte de Ian Curtis. Uma segunda música, "A Piece of Fate", também foi gravada com a participação de Hewick, mas este fonograma nunca viu a luz do dia. Kevin produziu esta faixa ao longo dos anos e ela foi lançada pelo cantor em 1993 com o nome "No Miracle". No mês seguinte, a banda faria algumas gravações no famoso estúdio da banda Cabaret Voltaire, o Western Works, em Sheffield, Inglaterra. As famosas Western Works Demos continham uma música que vinha sendo trabalhada ainda com o Joy Division ("Ceremony", que na demo aparece cantada por Stephen Morris) e, ainda, mais três faixas totalmente novas ("Truth", "Dreams Never End" e "Homage").
Após algumas apresentações ao vivo como trio, Gillian Gilbert (então namorada de Stephen Moriss e atualmente esposa) foi integrada à banda para tocar teclados e guitarra, enquanto Bernard Sumner se consolidava no posto de vocalista, ocasionalmente dividido com Peter Hook. Gillian fez sua primeira participação no grupo quando ainda se chamavam Joy Division: num concerto em Liverpool, por causa de um acidente em que Sumner feriu a mão, ela substituiu-o na guitarra.
O primeiro single do New Order, lançado em 1981, continha duas músicas escritas ainda nos tempos dos Joy Division, mas que ainda não tinham sido terminadas por causa da morte de Curtis: "Ceremony", que se tornou uma das  canções de pós-punk mais influentes de todos os tempos  e "In a Lonely Place". Em setembro do mesmo ano, pela Factory Records, editora independente que os abrigava desde 1978, lançam o compacto "Procession", que antecedeu o lançamento de Movement, o primeiro álbum, em novembro. O álbum  mostrou um estilo semelhante ao Joy Division (os temas sombrios, depressivos, e os arranjos atmosféricos), embora com mais sintetizadores.

### Power, Corruption & Lies;Low-LifeeBrotherhood
Durante os anos 1980, rompendo as barreiras entre o rock e a música eletrônica, o New Order revolucionou ambos gêneros musicais.
Com influências de  artistas como Kraftwerk, Neu!, Can, Cabaret Voltaire, Giorgio Moroder, Arthur Baker e David Bowie, o álbum Power, Corruption & Lies, de 1983, mostra de forma clara a nova e definitiva proposta pretendida pelo grupo: a síntese equilibrada entre pós-punk e experimentalismo com dance music eletrônica, que ja vinha se desenvolvendo desde os singles "Everything's Gone Green" de 1981, "Temptation" (que posteriormente teve uma versão incluída na trilha sonora do filme  Trainspotting) de 1982  e "Blue Monday" (este último foi lançado dois meses antes de Power, Corruption And Lies). A essa altura o New Order ja era considerado um nome fundamental para o desenvolvimento da música eletrônica mundial  e estava consolidado como pioneiro na união do rock com a dance music eletrônica, assim eles acabaram criando um novo estilo musical, o "dance alternativo" ou "dance rock". "PC&L" também marcou uma nova postura da banda em relação a lírica, Bernard Sumner agora compunha letras mais abstratas, num oposto ao lirismo desesperado de Ian Curtis. Os singles para 1983 foram "Blue Monday" e "Confusion". Ao final do ano, o New Order ja era reconhecido mundialmente como a maior banda independente do planeta, tendo sido a primeira banda independente inglesa a fazer sucesso mundial. No ano seguinte, lançaram mais dois grandes singles - "Thieves Like Us" e "The Perfect Kiss".
O álbum Low-Life, de 1985, traz alguns sucessos da banda como "The Perfect Kiss" (que teve o clipe dirigido por Jonathan Demme) e "Love Vigillantes". É o único álbum da banda que inclui fotografias de seus membros, o que marcou uma aproximação maior da banda com seu público em relação aos anos anteriores.
O álbum Brotherhood., de 1986, traz uma das músicas de maior sucesso da banda, "Bizarre Love Triangle". Em 1986 eles também lançaram outros grandes singles - "States Of The Nation" e "Shellshock" (este último entrou na trilha sonora do filme "Pretty in Pink").

### Blue Monday
Com 7 minutos e meio de duração, "Blue Monday" é o single de maior duração que já alcançou os tops britânicos e também um dos trabalhos independentes mais bem-sucedidos da história do Reino Unido. O single, junto com o álbum Power, Corruption & Lies, também marcou a mudança definitiva da sonoridade da banda, que deixou o post-punk puro herdado do Joy Division e entrou de cabeça na música eletrônica. É conhecido como um dos singles de 12 polegadas mais vendidos da história musical, mas a Factory não era membro da Indústria Fonográfica Britânica e, sendo assim, não puderam receber um disco de ouro. Apesar disso, a Companhia dos "Tops" do Reino Unido estima que as vendas ultrapassaram um milhão de cópias naquele país.
"Blue Monday" é considerada uma das músicas eletrônicas mais influentes de todos os tempos. De ritmo four-on-the-floor, ela inovou por misturar o synthpop com influências da cena de clubes de Nova York da época. O produtor Arthur Baker, da tal cena, colaborou nos dois singles seguintes do New Order: "Confusion" e "Thieves Like Us". Blue Monday pode ser considerada como um "divisor de águas" na história da música, tendo definido a dance Music eletrônica.
Neil Tennant, vocalista do Pet Shop Boys (a dupla de maior sucesso do pop inglês), admitiu no documentário New Order Story, que ficou  chocado ao ouvir Blue Monday pela primeira vez, pois a música antecipou o tipo de som que a dupla sonhava em fazer. Em 1988, Blue Monday é relançada com remix de Quincy Jones (produtor de Thriller do Michael Jackson), chega ao primeiro lugar da Billboard Hot Dance Club Songs e 3º lugar no Reino Unido. Originalmente lançada apenas em single, "Blue Monday" e sua versão dub "The Beach" (lado B) foram definitivamente incorporadas às edições em CD (nos anos 1990) do álbum Power, Corruption & Lies, lançado pela banda no mesmo ano de 1983.

### SubstanceeTechnique
No verão de 1987 enquanto o grupo fazia turnê na América do Norte com os amigos Echo & the Bunnymen, foi lançado o seu disco mais famoso, a coletânea Substance (no ano seguinte seria lançada uma coletânea do Joy Division com o mesmo nome). O disco contém todos os singles lançados até aquele momento. Músicas como Bizarre Love Triangle e Sub-Culture são as versões do single, diferentes das versões dos respectivos álbuns. A banda entrou, naquela época, em uma nova fase, com um som mais pop e limpo com singles como "True Faith" que colocou o grupo no Top Ten da parada americana de singles pela primeira vez e "Touched by the Hand of God".
O disco Technique, de 1989, incorpora o então emergente Acid House ao rock eletrônico característico da banda e é considerado um retrato fiel do auge do Acid House, além de ter popularizado mundialmente o estilo. O disco representa o que havia de mais moderno na época e recebeu elogios rasgados da crítica do mundo inteiro. Foi o primeiro disco do grupo a chegar ao topo da parada de LPs no Reino Unido. Em 1989 o New Order fez uma turnê do álbum junto com o Public Image Ltd e The Sugarcubes nos Estados Unidos e Canadá, no que foi apelidado pela imprensa de "Monsters of Rock Alternativo Tour".
"World in Motion", primeiro single do New Order a alcançar #1 nas paradas britânicas, foi feito para a Seleção Inglesa de Futebol sob o nome de NewEnglandOrder e lançado em 1990 para a Copa do Mundo daquele ano, no videoclipe a seleção inglesa joga contra a seleção brasileira que está usando o segundo uniforme oficial (azul). Nesta mesma época Bernard Sumner formava a banda paralela Electronic com o guitarrista dos Smiths, Johnny Marr. Peter Hook também acabou formando um projeto paralelo chamado Revenge.

### Republice pausa
Republic foi lançado em 1993 após a saída do New Order de sua gravadora, a Factory Records, é o álbum mais eletrônico do grupo e chegou no topo da parada de LPs no Reino Unido. O single "Regret" foi um grande hit no Reino Unido e nos Estados Unidos. Após esse disco, os integrantes pararam as atividades do New Order e cada um foi trabalhar em seus projetos paralelos: Bernard com o Electronic, Peter com o Revenge (ou Monaco) e os "outros dois", Steve e Gillian, formaram o The Other Two.
Em 1994 a coletânea (the best of) New Order foi lançada com vários dos singles do Substance, mais algumas faixas mais recentes. No ano seguinte, lançaram a "segunda parte" desta coletânea, desta vez chamada (The Rest Of) New Order, contendo antigos e novos remixes de suas músicas. Em 1998 a banda voltou à ativa e a tocar músicas do Joy Division como "Transmission" e "Atmosphere". Além disso, participou da trilha sonora do filme A Praia (The Beach, com Leonardo Di Caprio), com a música inédita "Brutal", que não aparece em nenhum outro registro da banda.

### Get ReadyeWaiting For The Siren's Call
Em 2001 a banda lançou o álbum Get Ready e o que se notou foi uma grande mudança na parte músical, mais focada na guitarra do que nos teclados, como mostra os singles "Crystal" e "60 MPH". O disco contou com participações de dois grandes músicos que nunca esconderam sua admiração pelo New Order: Bobby Gillespie do Primal Scream, que participa da música "Rock the Shack" e Billy Corgan do Smashing Pumpkins, que além de participar da música "Turn My Way", participou da turnê do álbum. Phil Cunningham também se juntou a banda nessa turnê, em substituição de Gillian Gilbert que se recusou a turnê em favor de cuidar de seus filhos com Stephen Moriss.
Em 2005 a banda lançou Waiting for the Sirens' Call, o primeiro com o novo membro Phil Cunningham e sem Gillian Gilbert. O álbum repete a formula do seu antecessor. Singles como "Jetstream" (que tem participação de Ana Matronic do Scissor Sisters) e "Krafty" foram muito bem recebidos. No mesmo ano a banda ganhou o prêmio God Like Genius da NME Awards e foi incluída junto com o Joy Division no UK Music Hall of Fame.
Em 2006 a banda passou em turnê pelo Brasil, com shows em Brasília, Belo Horizonte, São Paulo e Rio de Janeiro. No mesmo ano, a música "Guilt Is a Useless Emotion" concorreu ao Grammy Awards na categoria de melhor Gravação Dance. Peter Hook já afirmou que há músicas suficientes para um novo disco.

### Suposto fim da banda e saída de Peter Hook
Em 2007 Peter Hook anunciou sua saída e o fim da banda. Após conflitos com Bernard e Stephen, que afirmam que a saída de Hook não significa o fim da banda, que continua em atividade.
O NewOrderOnline, site com suporte da banda, noticiou que de acordo com "uma fonte próxima da banda," "as notícias sobre o fim são falsas… O New Order continua a existir, ao contrário do que [Hook] diz […] Peter Hook pode sair, mas isso não significa o fim do New Order."
Em 20 de Julho de 2007, Morris e Sumner noticiaram que o New Order continua a trabalhar sem Hook, expressando sua posição sobre o assunto do fim da banda. A nota oficial informa: "Após 30 anos em uma banda estamos muito desapontados que Hooky decidiu ir a público e anunciar unilateralmente que o New Order acabou. Nós esperávamos que ele conversasse conosco antes de qualquer coisa. Ele não fala pela banda toda, de qualquer forma, podemos apenas assumir que ele não quer mais fazer parte do New Order."
Em 2009, Bernard Sumner junto com Phil Cunningham e Jake Evans formaram o Bad Lieutenant e convidaram Stephen Morris (do New Order), e os baixistas Alex James (do Blur) e Tom Chapman para tocarem no álbum de estreia da banda, Never Cry Another Tear, lançado em outubro de 2009, mas não são membros fixos.

### O "novo" New Order
Em 2011, foi divulgado na internet que o New Order se reuniria novamente, porém sem Peter Hook, para dois concertos de caridade para arrecadar dinheiro para o tratamento médico de Michael Schamberg, produtor de grande parte dos vídeos da banda e amigo próximo dos integrantes, e que sofreria de uma grave doença. Para esta reunião, o "novo" New Order teria, além de Bernard Sumner e Stephen Morris, o guitarrista e tecladista Phil Cunningham (que havia sido oficialmente incorporado ao grupo na época de Waiting for the Sirens' Call e que também fazia parte do Bad Lieutenant), o baixista Tom Chapman (que também colaborou com o Bad Lieutenant gravando algumas músicas de Never Cry Another Tear e acompanhando o grupo em turnê) e ninguém menos que Gillian Gilbert, que estava de volta depois de mais de uma década. Os shows foram realizados em Bruxelas e em Paris, respectivamente nos dias 17 e 18 de outubro de 2011. As apresentações tiveram excelente recepção em termos de crítica e público, sobretudo porque o set list continha canções que haviam sido deixadas de ser tocadas há muito tempo, como "Age of Consent", "5-8-6", "Elegia" e "1963", e também porque a banda decidiu atualizar os arranjos de algumas músicas.

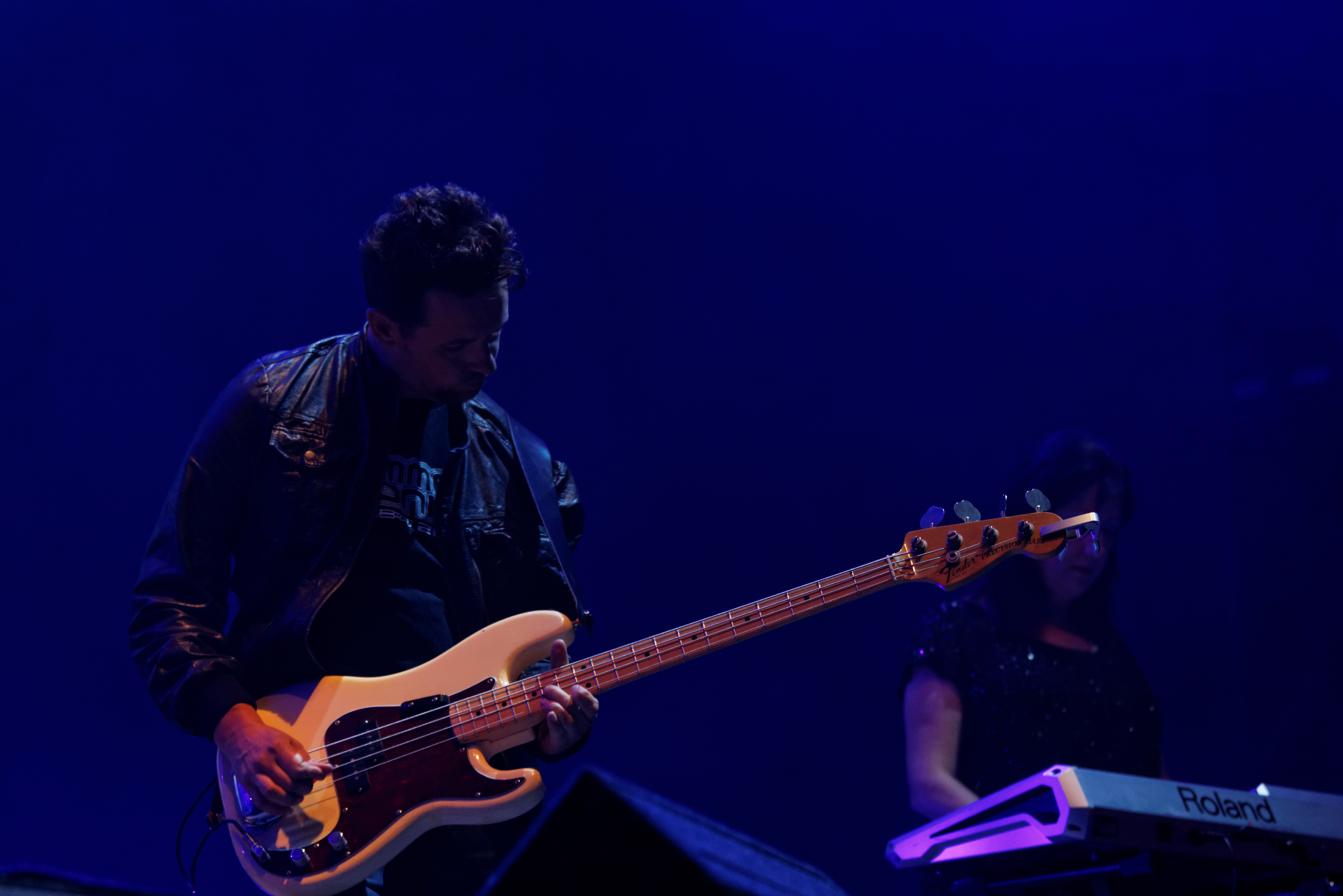
O atual baixista, Tom Chapman, em 2012

Na ocasião em que a reunião foi anunciada, Peter Hook, em entrevista concedida ao site "Spinner", reagiu mal à reunião do New Order e declarou que havia mais do que shows beneficentes nos planos do grupo. Os rumores lançados pelo baixista se mostraram verdadeiros imediatamente após os shows na Bélgica e na França: rapidamente vazaram pela internet as datas dos concertos seguintes: um em São Paulo (na edição Brasileira do Ultra Music Festival, dia 3 de dezembro de 2011), Santiago (5 de dezembro) e em Londres (10 de dezembro). No novo site da banda (newordernow.net), foi publicado um informe dizendo: "Após a bem documentada saída do baixista Peter Hook na primavera de 2007, o New Order é agora: Stephen Morris (bateria), Bernard Sumner (vocal, guitarra), Gillian Gilbert (teclado, guitarra), Phil Cunningham (guitarra, teclado), Tom Chapman (baixo)". Sumner, após o show em Paris, chegou a declarar que não descarta a possibilidade da nova formação do New Order lançar um disco de estúdio novo. Enquanto isso, Peter Hook está tentando frustrar os planos do ex-colegas com uma ação judicial e chegou a alegar que "New Order sem mim é como o Queen sem Freddie Mercury".
Pouco antes da polêmica sobre a volta do New Order, foi lançada uma nova coletânea, Total: From Joy Division to New Order, a primeira a trazer, num único CD, êxitos tanto do Joy Division como New Order como forma de mostrar ao público a transição entre estas duas fases da banda. Para a grande surpresa dos fãs, a coletânea continha uma faixa inédita, "Hellbent", que é uma sobra de estúdio do álbum Waiting for the Sirens' Call. Recentemente, Peter Hook anunciou que existem planos para o lançamento das demais sobras desse disco, porém sem data nem formato definidos para isso acontecer.
O esperado álbum com as sobras de Sirens chegou a ter seu lançamento anunciado para dezembro de 2011 e algumas lojas virtuais, como a Amazon, chegaram a disponibilizar para pré-venda uma edição deluxe LP + CD. No entanto, Lost Sirens, como vem sendo chamado este trabalho, teve seu lançamento adiado para o dia 19 de março de 2012 por razões até o momento desconhecidas. As oito faixas que fazem parte do disco são: "Stay With You", "Sugarcane", "Recoil", "Californian Grass (Doomy)", "Hellbent", "Shake It Up", "I Got a Feeling" e um novo mix de "I Told You So".

### Music Complete
A banda estreou a primeira canção composta depois de Waiting for the Sirens' Call, chamada "Singularity", durante sua apresentação no Lollapalooza Chile, em Março de 2014. Em julho do mesmo ano, o New Order fez uma turnê pela América do Norte, onde tocaram pela primeira vez a canção "Plastic". Em 2 de setembro, foi anunciado que a banda decidiu lançar um novo disco pela Mute Records, ainda que o catálogo do New Order permaneça com a Warner Music.
Em 22 de setembro de 2015, a banda lançou seu novo álbum, Music Complete, o primeiro sem Peter Hook. O álbum foi produzido principalmente pelos integrantes da banda, com exceção de "Singularity" e "Unlearn This Hatred", ambas produzidas por Tom Rowlands, enquanto "Superheated" foi coproduzida por Suart Price. O álbum foi lançado em CD, em versão comum e limitada dupla, além de uma versão deluxe em vinil, contendo o LP duplo e versões estendidas das 11 faixas em 6 cores diferente de vinil.

### Turnês e trabalhos recentes
Em 8 de setembro de 2020, a banda lançou o single "Be a Rebel" 5 anos após seu lançamento anterior, Music Complete. O videoclipe do single, dirigido pela NYSU, estreou no YouTube em 2 de dezembro.
Em 17 de setembro de 2022, New Order deu início à sua turnê Unity junto com os Pet Shop Boys.

## Discografia

### EPs
- 1981-1982 (1982)
- Bizarre Love Triangle (1986)
- 60 Miles An Hour Tour EP (2002)
- The Peter Saville Show Soundtrack EP (2003)

### Álbuns de estúdio
- Movement (1981)
- Power, Corruption and Lies (1983)
- Low-Life (1985)
- Brotherhood (1986)
- Technique (1989)
- Republic (1993)
- Get Ready (2001)
- Waiting for the Siren's Call (2005)
- Lost Sirens (2013)
- Music Complete (2015)

### Compilações
- Substance (1987)
- (the best of) New Order (1994)
- (the rest of) New Order (1995)
- International (2002)
- Retro (2002)
- Singles (2006)
- iTunes Originals - New Order (2007)
- Total: From Joy Division to New Order (2011)

### Radio One Sessions
- Peel Sessions 1982 (1986)
- Peel Sessions 1981 (1987)
- The Peel Sessions (1990)
- The John Peel Sessions (2000)
- In Session (2004)

### Ao vivo
- BBC Radio 1 Live in Concert (1992)
- Live in Glasgow (2008) - CD bonus incluído em algumas edições britânicas do DVD "Live in Glasgow"
- Live at the London Troxy (2011)
- Live at Bestival 2012 (2013)